# Ryżorek
Ryżorek (Oryzorictes) – rodzaj ssaków z podrodziny ryżorków (Oryzorictinae) w obrębie rodziny tenrekowatych (Tenrecidae).

## Zasięg występowania
Rodzaj obejmuje gatunki występujące endemicznie na Madagaskarze.

## Morfologia
Długość ciała (bez ogona) 95–124 mm, długość ogona 38–62 mm, długość ucha 8–16 mm, długość tylnej stopy 11–20 mm; masa ciała 28–59 g.

## Systematyka
Rodzaj zdefiniował w 1870 roku francuski przyrodnik Alfred Grandidier w artykule poświęconym opisowi niektórych nowych zwierząt odkrytych na Madagaskarze w listopadzie 1869 roku, opublikowanym na łamach Revue et Magasin de Zoologie pure et Appliquée. Gatunkiem typowym jest (oznaczenie monotypowe) ryżorek kretowaty (O. hova).

### Etymologia
- Oryzorictes (Oryzoryctes): gr. ορυζα oruza ‘ryż’; oρυκτης oruktēs ‘kopacz’[9].
- Nesoryctes: gr. νησος nēsos ‘wyspa’[10] (tj. Madagaskar); oρυκτης oruktēs ‘kopacz’[11]. Gatunek typowy (oryginalne oznaczenie): Oryzorictes tetradactylus Milne-Edwards & A. Grandidier, 1882.

### Podział systematyczny
Do rodzaju należą następujące gatunki:
| Grafika | Gatunek                   | Autor i rok opisu                   | Nazwa zwyczajowa        | Podgatunki         | Rozmieszczenie geograficzne | Podstawowe wymiary                          | Status IUCN |
| ------- | ------------------------- | ----------------------------------- | ----------------------- | ------------------ | --- | ------------------------------------------- | ----------- |
|         | Oryzorictes hova          | A. Grandidier, 1870                 | ryżorek kretowaty       | gatunek monotypowy | północna (włącznie z wyspą Nosy Mangabe), północne i środkowe wyżyny, zachodnia (obszar Marovoay), wschodnia oraz południowo-wschodnia część wyspy | DC: 9,5–12,4 cm DO: 3,8–6,2 cm MC: 28–59 g  | LC          |
|         | Oryzorictes tetradactylus | Milne-Edwards & A. Grandidier, 1882 | ryżorek czteropalczasty | gatunek monotypowy | Środkowe wyżyny i wschodnia część wyspy (Park Narodowy Andringitra)                                                                                | DC: 10,6–12,2 cm DO: 4,2–4,9 cm MC: 29–31 g | DD          |

Kategorie IUCN:  LC  – gatunek najmniejszej troski,  DD  – gatunki o nieokreślonym stopniu zagrożenia.